# Ernst Specker
Ernst Paul Specker, né le 11 février 1920 à Zurich et mort 10 décembre 2011 dans la même ville est un mathématicien suisse. Ses travaux les plus influents portent sur les nouvelles fondations de Quine, une théorie des ensembles avec un ensemble universel, mais il est surtout connu pour le théorème de Kochen-Specker en mécanique quantique, montrant que certains types de théories de variables cachées sont impossibles. Il a également prouvé la relation de partition ordinale ω 2 → (ω 2, 3) 2, résolvant ainsi un problème d'Erdős.
Specker a obtenu son doctorat en 1949 à l'ETH Zurich, où il est resté toute sa carrière, à l'exception de l'année 1950 passée à l'Institute for Advanced Study de Princeton et de deux visites à l'Université Cornell.

## Publications choisies
- Die erste Cohomologiegruppe von Überlagerungen und Homotopieeigenschaften dreidimensionaler Mannigfaltigkeiten, Zürich: Art. Inst. Orell Füssli, 1949 (Dissertation)
- The axiom of choice in Quine's New Foundations for mathematical logic, in: PNAS, Vol. 39, No. 9 (Sep. 15, 1953), p. 972–97
- Selecta, G Jäger, H Läuchli, B Scarpellini and V Strassen (eds.), Birkhäuser, Basel, Berlin, 1990
- Die Entwicklung der axiomatischen Mengenlehre, Jahresbericht der Deutschen Mathematiker-Vereinigung, Bd. 81, 1978, S. 13–21
- Nicht konstruktiv beweisbare Sätze der Analysis, J. Sym. Logic, vol. 14, no 3, septembre 1949, p. 145-158.
- Der Winkel, Teamart, Zürich, 2006
- Wie ein Dieb in der Nacht, TVZ, Zürich, 2008